# Robert Atkins
Robert Coleman Atkins (Columbus (Ohio), 17 oktober 1930 - New York, 17 april 2003) was een Amerikaanse cardioloog, voorvechter van de alternatieve geneeswijzen en een van de beroemdste en succesvolste voedingsexperts van de afgelopen veertig jaar. Hij is vooral bekend geworden door het naar hem genoemde Atkins-dieet.

## Levensloop
Atkins werd geboren in Ohio, waar hij ook opgroeide. Hij haalde zijn kandidaatsexamen in de geneeskunde aan de universiteit van Michigan en promoveerde in 1955 als arts aan de Cornell-universiteit. Na zijn opleiding in de cardiologie verhuisde Atkins naar New York, waar hij later het Atkins Center for Complementary Medicine oprichtte, een van de grootste centra in zijn soort.
Naast het behandelen van patiënten was Atkins ook een voorvechter van de natuurgeneeskunde als alternatief voor farmaceutische geneesmiddelen en chirurgie voor vele slopende ziektes. Mede door hem kregen de alternatieve geneeswijzen nationaal aandacht als een medische benadering. In 1972 lanceerde hij zijn dieet, waarmee hij in de jaren 90 wereldwijde bekendheid kreeg.
Aan het einde van de twintigste eeuw noemde het tijdschrift People Atkins een van de 25 "meest intrigerende mensen". TIME Magazine noemde hem een van de "mensen die hun steentje bijgedragen hebben" en roemde zijn pioniersgeest ten opzichte van voeding en gezondheid.
Atkins overleed in april 2003 op 72-jarige leeftijd. Hij kwam ten val op de stoep en raakte in coma. Doordat de hersenstam in de verdrukking was gekomen door de val, werd een aantal lichaamsfuncties ontregeld. Dat uitte zich in het vasthouden van vocht. Bovendien liep hij een virusinfectie op. Hierdoor woog hij bij zijn overlijden bijna 30 kg meer dan ten tijde van zijn ziekenhuisopname.
Toen bekend werd dat Atkins bij overlijden 117 kg woog, concludeerde men dat de dieetgoeroe zelf aan overgewicht leed. Zijn weduwe stond er echter op dat dit gewicht het resultaat was van de vloeistoffen die op de intensive care in hem werden gepompt, een bewering die werd gesteund door onafhankelijke artsen. Zijn gewicht zou tijdens zijn opname omgerekend 88,5 kg zijn. Met een lengte van 1,82 m had hij dus een body mass index (BMI) van 26,7, wat voor mensen ouder dan 65 redelijk normaal is.

## Werk
Atkins is bekend geworden door een dieet met gewone hoeveelheden vet maar beperkte hoeveelheden koolhydraten. Het lijkt te werken, maar de medische wetenschap is er niet zeker van wat het precies doet. Het lijkt erop dat de relatief grote hoeveelheid eiwitten de eetlust vermindert, want het is gebleken dat men door dit dieet aanzienlijk minder eet. Wat echter de gevolgen op lange termijn voor de gezondheid zijn, is nog onduidelijk.
Atkins schreef 13 boeken, waaronder Dr. Atkins' Dieetrevolutie (1972), Dr. Atkins' Nieuwe dieetrevolutie (1992) en een bewerking daarvan (2002) en Een leven lang Atkins (2003), waarin de Atkins-voedingsmethode uitgebreid wordt beschreven. De Nieuwe dieetrevolutie stond bijna zes jaar lang in de top-10 van de bestsellerslijst van The New York Times. Er zijn wereldwijd meer dan 14 miljoen exemplaren van verkocht en het boek is daarmee een van de top-50 bestsellers aller tijden. Ook Een leven lang Atkins stond na publicatie in januari 2003 wekenlang op de eerste plaats van de bestsellerlijst.
Atkins hield toezicht op een team van mensen die aan meerdere boekprojecten werkten, inclusief een nieuw boek waarin naar voren wordt gebracht hoe de Atkins-voedingsmethode van belang zou zijn bij het indammen van diabetes. Vanwege zijn overtuiging dat obesitas (overgewicht) en diabetes samen één epidemie zijn, was Atkins van plan om in de volgende jaren een groot deel van zijn tijd te besteden aan het uitdagen van de conventionele kennis over diabetespreventie en -verzorging, zoals hij dat ook voor obesitas had gedaan. Dit nieuwe boek, is op verzoek van zijn weduwe Veronica, voltooid en postuum verschenen onder de titel Atkins Diabetes Revolution.

## Michel Montignac
Atkins beschouwde de Franse dieetgoeroe Michel Montignac als een meelifter op zijn succes . Montignac propageerde onder eigen naam in 1986, Atkins' voedingsmethode uit 1972.
In 1986 bracht hij zijn eerste boek uit, dat meteen een succes werd. Zijn bekendste boek, "Je mange, donc je maigris!" ("Ik eet, dus ik val af") (1987) werd in 45 landen verkocht, in 26 talen vertaald en ging 18 miljoen keer over de toonbank.

## Publicaties
- Atkins Diabetes Revolution (Postuum verschenen in 2004, als co-auteur staan vermeld Mary C. Vernon, M.D., C.M.C. en Jacqueline A. Eberstein, R.N.)
- Een leven lang Atkins (2003)
- Dr. Atkins' New Carbohydrate Gram Counter (herzien in 2002)
- Dr. Atkins' Anti-verouderingsdieet (2001)
- Dr. Atkins' Vita-Nutrient Solution: Nature’s Answer to Drugs (1998)
- Dr. Atkins' Quick and Easy New diet Cookbook (1997, samen met zijn vrouw Veronica)
- Dr. Atkins' New diet Cookbook (1994)
- Dr. Atkins' Nieuwe dieetrevolutie (1992)
- Dr. Atkins' Gezondheidsrevolutie (1988)
- Dr. Atkins' Nutrition Breakthrough (1981)
- Dr. Atkins' Super Energy Cookbook (1978)
- Dr. Atkins' Super energiedieet (1975)
- Dr. Atkins' diet Cookbook (herzien in 1994)
- Dr. Atkins' Dieetrevolutie (1972)

- Biblioteca Nacional de España: XX883727
- Bibliothèque nationale de France: cb118893470 (data)
- Catàleg d'autoritats de noms i títols de Catalunya: 981058611088906706
- CiNii: DA04919963
- Gemeinsame Normdatei: 121031950
- International Standard Name Identifier: 0000 0001 0871 7020
- Library of Congress Control Number: n80156604
- Nationale Bibliotheek van Letland: 000043669
- Nationale Bibliotheek van Tsjechië: nlk20030145786
- Nationale Bibliotheek van Israël: 987007339840405171
- LIBRIS: 224055
- Système universitaire de documentation: 026693976
- Virtual International Authority File: 14765558
- WorldCat: E39PBJrGwbRWBjHDHwvbtjQKBP